# 2014 FE72
2014 FE72, também escrito como 2014 FE72, é um objeto transnetuniano que está localizado no disco disperso, uma região do Sistema Solar. Ele possui uma magnitude absoluta de 6,1 e tem um diâmetro estimado em torno de 265 km. O astrônomo Mike Brown lista este corpo celeste em sua página na internet como um candidato a possível planeta anão.

## Descoberta
2014 FE72 foi descoberto no dia 26 de março de 2014 pelos astrônomos Scott Sheppard e Chad Trujillo.

## Órbita
A órbita de 2014 FE72 tem uma excentricidade de 0,982 e possui um semieixo maior de 2055 UA. O seu periélio leva o mesmo a uma distância de 36,329 UA em relação ao Sol e seu afélio a 4074 UA.